# Cloud
Cloud (укр. Хмара) — інді-відеогра жанру головоломки, розроблена командою студентів з Університету Південної Каліфорнії (USC) в рамках програми Interactive Media Program. Команда почала розробку Cloud в січні 2005 з грантом у $20,000 від USC. Гра була викладена для безкоштовного завантаження. До липня 2006, хостинг вебсайту отримав шість мільйонів відвідувань, і гра була завантажена 600,000 разів.
Головний персонаж хлопчик, який мріє літати уві сні у лікарні. Ця концепція була частково заснована на дитинстві провідного дизайнера Jenova Chen, він часто потрапляв в лікарню з астмою і мріяв на самоті в палаті. В грі у ролі хлопчика, гравець летить крізь світ сну і маніпулює хмарами для розв'язання головоломок. Гра спрямована на емоції гравців, що зазвичай ігнорується в індустрії відеоігор.